# Saint-Vaast-Dieppedalle

Saint-Vaast-Dieppedalle este o comună în departamentul Seine-Maritime, Franța. În 1 ianuarie 2022 avea o populație de 377 de locuitori.